# Charles Wolf
Charles Joseph Étienne Wolf (* 8. November 1827 in Vorges, Département Aisne; † 4. Juli 1918 in Saint-Servan, Département Ille-et-Vilaine) war ein französischer Astronom und Physiker. Nach ihm und Georges Rayet sind Wolf-Rayet-Sterne benannt.

## Leben und Werk
Wolf stammte aus einer elsässischen Landwirtsfamilie, sein Vater war auch ehemaliger Offizier und Bürgermeister von Vorges. Wolf besuchte das Collège Rollin in Paris und studierte ab 1848 an der École normale supérieure mit dem Abschluss des Lizenziats in Physik 1851. Danach war er Gymnasiallehrer für Physik am Lyzeum in Nimes und Metz. 1856 wurde er in Paris in Physik promoviert mit einer Dissertation über die Temperatur in Kapillarröhren und heiratete. Mit seiner Frau, die 1859 verstarb, hatte er eine Tochter. 1858 wurde er Professor für Physik an der Universität Montpellier und veröffentlichte über Spektroskopie. 
Wolf war ab 1862 Assistent am Pariser Observatorium unter dessen Leiter Urbain Le Verrier, der auf ihn bei einer Sonnenfinsternis-Expedition (1860) aufmerksam wurde. Am Observatorium arbeitete er mit Rayet (der ein Jahr später als Wolf ans Observatorium berufen wurde) unter anderem über Stern-Spektroskopie und Kometen. 1866 entdeckten sie die Wolf-Rayet-Sterne. Er baute auch einen von Léon Foucault begonnenen Siderostaten, hatte ein Labor mit Dunkelkammer und war an der Himmelskartierung mit einem Äquatorial beteiligt. Als Le Verrier wegen seiner autoritären Führung 1870 als Direktor des Observatoriums entlassen wurde (zuvor traten viele Mitarbeiter, darunter auch Wolf, aus Protest gegen ihn zurück) wurde Charles Eugène Delaunay als Nachfolger ernannt. Wolf hatte aber auch mit ihm Probleme. Als Delaunay ihn während des Deutsch-Französischen-Krieges 1870, wo Wolf zeitweise abwesend war um sich um das Familiengut zu kümmern, zum Direktor des Observatoriums in Marseille ernannte, weigerte sich Wolf dem Folge zu leisten. Die Konflikte mit Delaunay spitzten sich daraufhin zu (er bekam keinen Assistenten und sein Zugriff auf die Beobachtungsinstrumente war eingeschränkt). Nach dem Tod von Delaunay wurde Le Verrier 1872 wieder Direktor des Observatoriums, und die Konflikte mit ihm setzten sich für Wolf fort. Le Verrier beklagte sich beim Ministerium, dass Wolf zu wenig beobachten würde (damals war die Suche nach dem hypothetischen Planeten Vulcan innerhalb der Merkurbahn, den Le Verrier vorhergesagt hatte aufgrund der unerklärlichen Periheldrehung der Merkurbahn), was dieser aber mit dem schlechten Wetter erklärte. Später beschuldigte Le Verrier ihn sogar des Diebstahls von Instrumententeilen. Nach dem Tod von Le Verrier 1877 besserte sich die Atmosphäre unter dessen Nachfolgern Amédée Mouchez und (ab 1892) Félix Tisserand. 
Nachdem er schon in den 1870er Jahren zur Unterstützung von Le Verrier Vorlesungen an der Sorbonne hielt, wurde er dort Chargé de Cours, Professeur adjoint und 1892 Professor. Von da an widmete er sich verstärkt der Lehre.
Er übersetzte und veröffentlichte die Allgemeine Naturgeschichte und Theorie des Himmels von Immanuel Kant ins Französische.
Wolf war Mitglied der Academie des Sciences und 1898 deren Präsident. 1865 wurde er Offizier der Ehrenlegion und 1895 Ritter. Er war Fellow der Royal Astronomical Society.

## Schriften
- Astronomie et géodésie, cours professé à la Sorbonne, Paris 1891
- Les hypothèses cosmogoniques, Paris: Gauthier-Villars 1886